# Lime cordial
Lime Cordial er en ikke-alkoholisk drik, fremstillet ved at blande koncentreret limesaft og sukker med vand.  Lime cordial bruges til at blande i cocktails, eller bare til at drikkes rent.